# Крыница-Морска
Крыни́ца-Мо́рска (пол. Krynica Morska) — город в Польше, расположенный на Балтийской (Вислинской) косе между Гданьским заливом и Калининградским (Вислинским) заливом. Входит в Новодвурский повят Поморского воеводства. Имеет статус городской гмины.
Является популярным туристическим и курортным центром. В городе находится морской порт, четыре морские пристани и летний курорт. Через Крыницу-Морску проходит воеводская дорога № 501.

## История

### Ранняя история
Первые подтверждённые сведения о поселении на территории современной Крыницы-Морской относятся к 1258–1282 годам. В них упоминается местность Липа (нем. Liep), название которой происходило от пограничного дерева. После 1309 года Тевтонский орден включил Липу в состав комтурства Эльблонг.
Под названием Кальберг (нем. Kahlberg) поселение впервые упоминается в документе от 20 августа 1424 года, выданном эльблонгским комтуром Генрихом Хольдом. Документ предоставлял привилегию на содержание корчмы Николаю Вильденбергу. Корчма играла важную роль на торговом пути из Гданьска в Кёнигсберг, проходившем по косе.
В период с 1466 по 1793 год местность принадлежала Гданьску, а после 1842 года перешла в собственность Эльблонга. После второго раздела Речи Посполитой в 1793 году Крыница-Морска оказалась под властью Королевства Пруссия. В начале XIX века в местной корчме располагалась станция королевской почты с трактиром и конюшней на почтовом тракте из Берлина в Кёнигсберг.

### Развитие курорта
24 августа 1828 года на борту парохода «Копперникус» в Кальберг прибыли первые туристы из Эльблонга. С 1840-х годов, после запуска морского сообщения с Эльблонгом и Кёнигсбергом, Кальберг начал развиваться как популярный курорт. В 1872 году было создано «Акционерное общество морского курорта в Кальберге», которое инвестировало в развитие инфраструктуры: строительство дорог, проведение освещения, водопровода и канализации, что повысило престиж курорта. 1 мая 1895 года был введён в эксплуатацию маяк. Между Эльблонгом и Кальбергом начали регулярно курсировать суда, в том числе роскошный пароход «Preussen», способный взять на борт 1500 пассажиров.

### После 1945 года
3 мая 1945 года немецкие войска были вытеснены из населённого пункта частями 2-й гвардейской армии и 48-й армии 3-го Белорусского фронта Красной Армии. После Второй мировой войны посёлок был значительно расширен.
Крыница-Морска претерпела несколько административных преобразований: до 1954 года была деревней в гмине Толькмицко, в 1954–1958 годах — центром громады Лысица, а с 1959 года, уже как Крыница-Морска, получила статус посёлка. 1 января 1973 года статус посёлка был упразднён, и Крыница-Морска вновь стала деревней в составе гмины Штутово. Права города и статус городской гмины были предоставлены 2 апреля 1991 года, когда из гмины Штутово были выделены деревни Крыница-Морска, Нова-Карчма и Пшебрно.

### Прежние названия
- 1945–1947: Луса-Гура (пол. Łysa Góra)[13] — временное название, являвшееся дословным переводом немецкого Kahlberg (Лысая гора).
- 1947–1958: Лысица (пол. Łysica)[14].
- c 1958 года: Крыница-Морска (пол. Krynica Morska)[15]. Название является отсылкой к украинскому слову «криниця» (источник) и южнопольскому регионализму, что делает его чуждым для речи коренных жителей Поморья[16].

## География и природа
Город расположен на севере Польши, на Балтийской косе. Площадь городской гмины составляет 116,01 км². Леса занимают 16% территории, сельскохозяйственные угодья — 1%.
Вся сухопутная территория Крыницы-Морской входит в состав Ландшафтный парк «Вислинская коса» и является частью системы охраняемых морских районов Балтики HELCOM MPA № 83. Кроме того, здесь находится специальная охранная зона Natura 2000 «Калининградский залив и Вислинская коса» (PLH280007). В западной части города, в районе Пшебрно, расположен заповедник «Буки Вислинской косы». Два дерева (черешчатые дубы) признаны памятниками природы.

## Демография
По данным на 30 июня 2023 года, население города составляло 1172 человека. Плотность населения — 10,1 чел./км².
Крыница-Морска является гминой с наименьшим числом жителей в Польше и одним из самых маленьких по численности населения городов страны.
| Описание                       | Всего   | Всего | Женщины | Женщины | Мужчины | Мужчины |
| Единица                        | человек | %     | человек | %       | человек | %       |
| ------------------------------ | ------- | ----- | ------- | ------- | ------- | ------- |
| Население (2021)               | 1 284   | 100   | 664     | 51,7    | 620     | 48,3    |
| Плотность населения (чел./км²) | 11      | 11    | 6       | 6       | 5       | 5       |

## Достопримечательности и туризм
Крыница-Морска — самый популярный курорт на польской части Балтийской косы. В городе есть кемпинги, пансионаты и отели. В летний сезон действует паромное сообщение с Толькмицко, Эльблонгом и Фромборком.
Основные достопримечательности:
- Маяк — построен в 1951 году на месте разрушенного в 1945 году. Высота башни — 26,5 м.
- Верблюжий горб (пол. Wielbłądzi Grzbiet) — самая высокая дюна на косе (49,5 м над уровнем моря), с которой открывается вид одновременно на Гданьский и Калининградский заливы.
- Порт и пассажирская пристань.
- Костёл Святых Петра Апостола и Франциска Ассизского — построен в 1938 году.
- Улица Teleexpressu — единственная в Польше улица, названная в честь телевизионной программы.
- Кладбище советских воинов — расположено рядом с маяком.

## Транспорт
На территории города расположены морской порт и четыре морские пристани:
- Морской порт Крыница-Морска (на Калининградском заливе).
- Морская пристань у побережья Гданьского залива.
- Пристань «Лесничувка» (пол. Leśniczówka).
- Пристань «Бассейн III — Нова-Карчма» (пол. Nowa Karczma).
- Пристань «Пяски» (пол. Piaski).

Рыболовецкие суда, приписанные к городу, имеют регистрацию KRM.

## Администрация
Орган исполнительной власти — бурмистр, законодательной — городской совет, состоящий из 15 депутатов.
Бурмистры Крыницы-Морской:
- Анджей Антони Стемпень (до 2006)
- Адам Влодзимеж Островский (2006–2014, 2022–2024)
- Кшиштоф Сват (2014–2022)
- Сильвия Щурек (с 2024)[23]

## Безопасность
В городе дислоцируется подразделение Пограничной стражи Польши, охраняющее участок границы с Российской Федерацией на Балтийской косе.